# Ferrocarril en Bosnia y Herzegovina

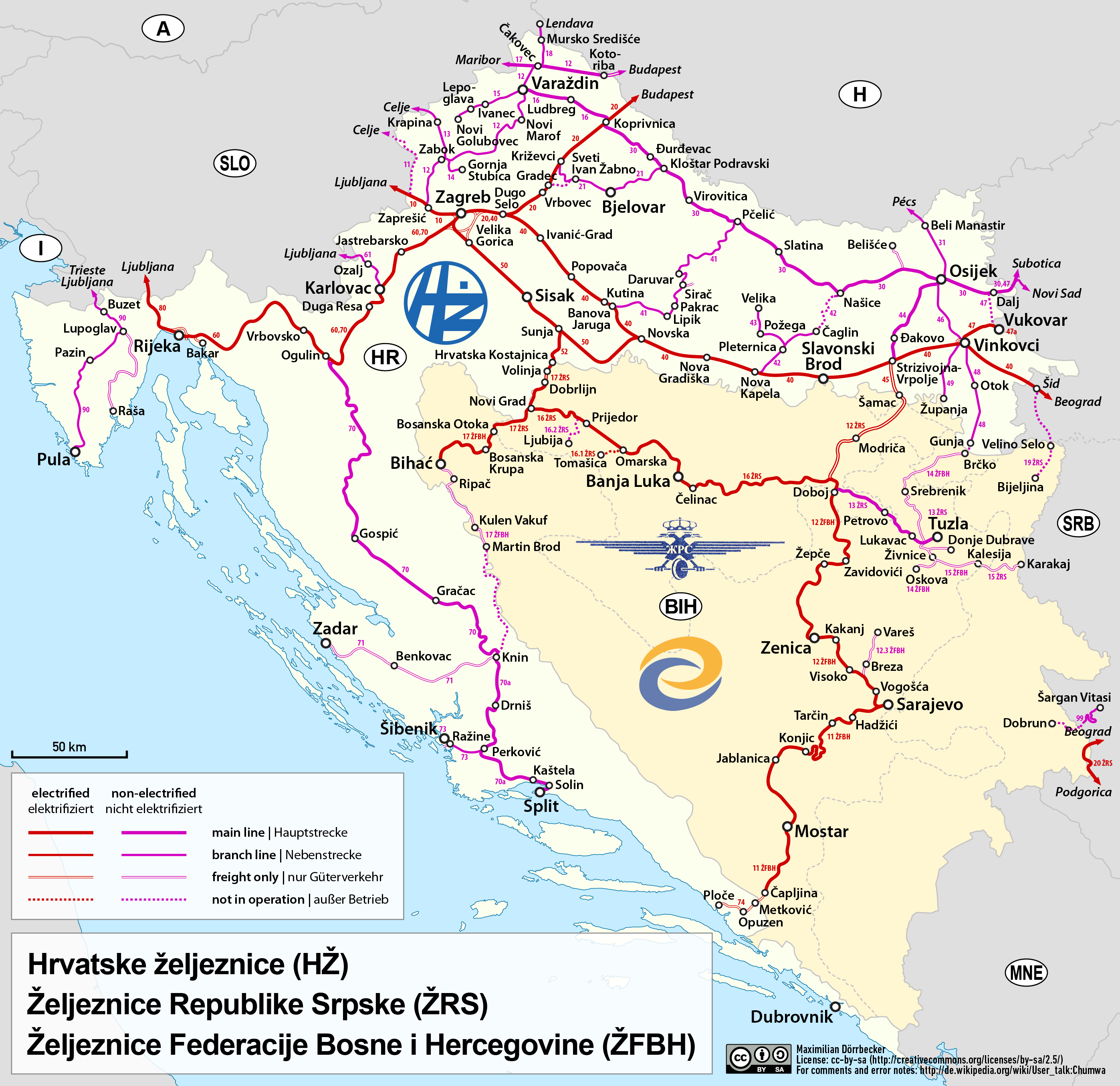
Red ferroviaria en Bosnia y Herzegovina.

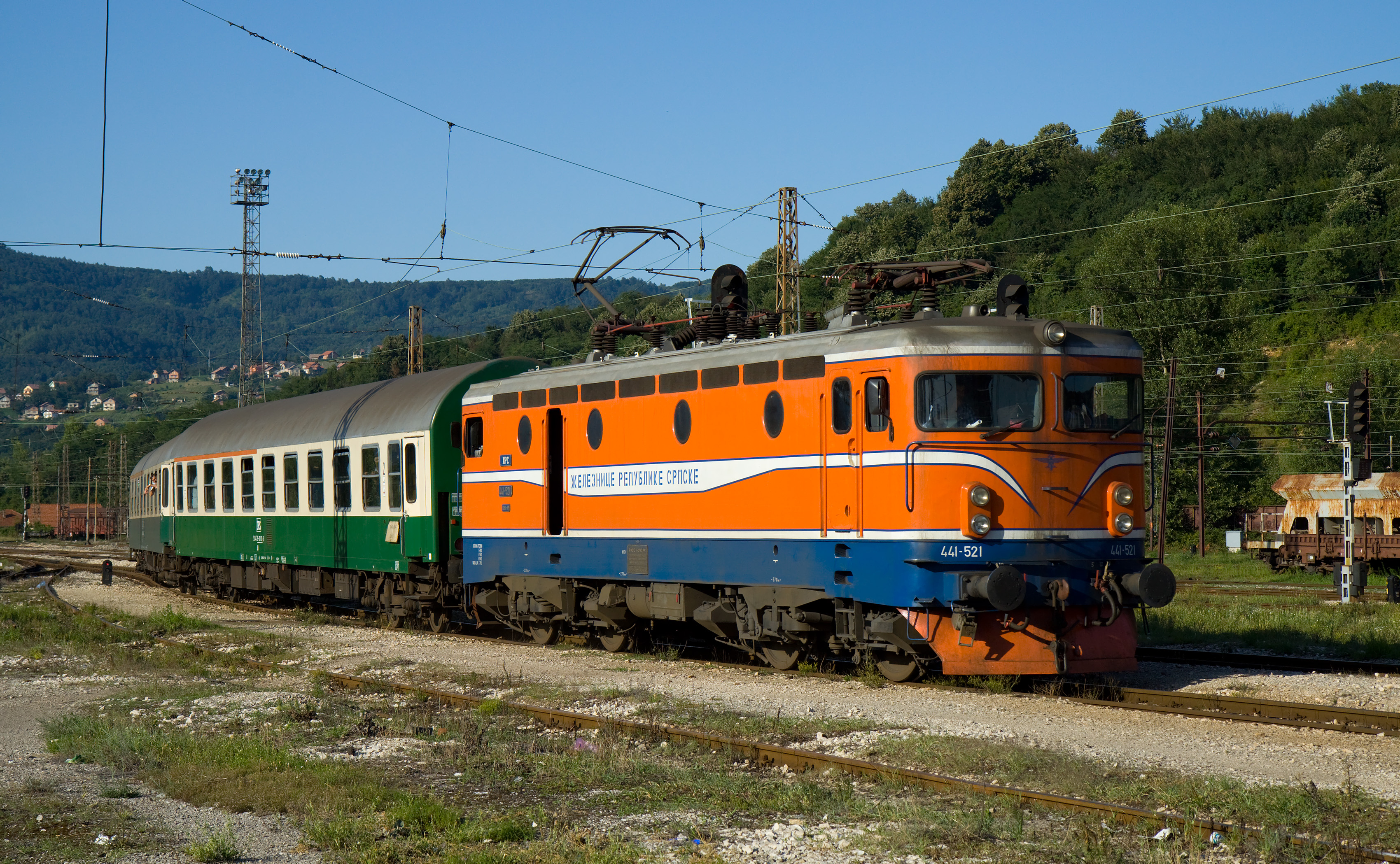
Tren de cercanías ŽRS llegando a Doboj.

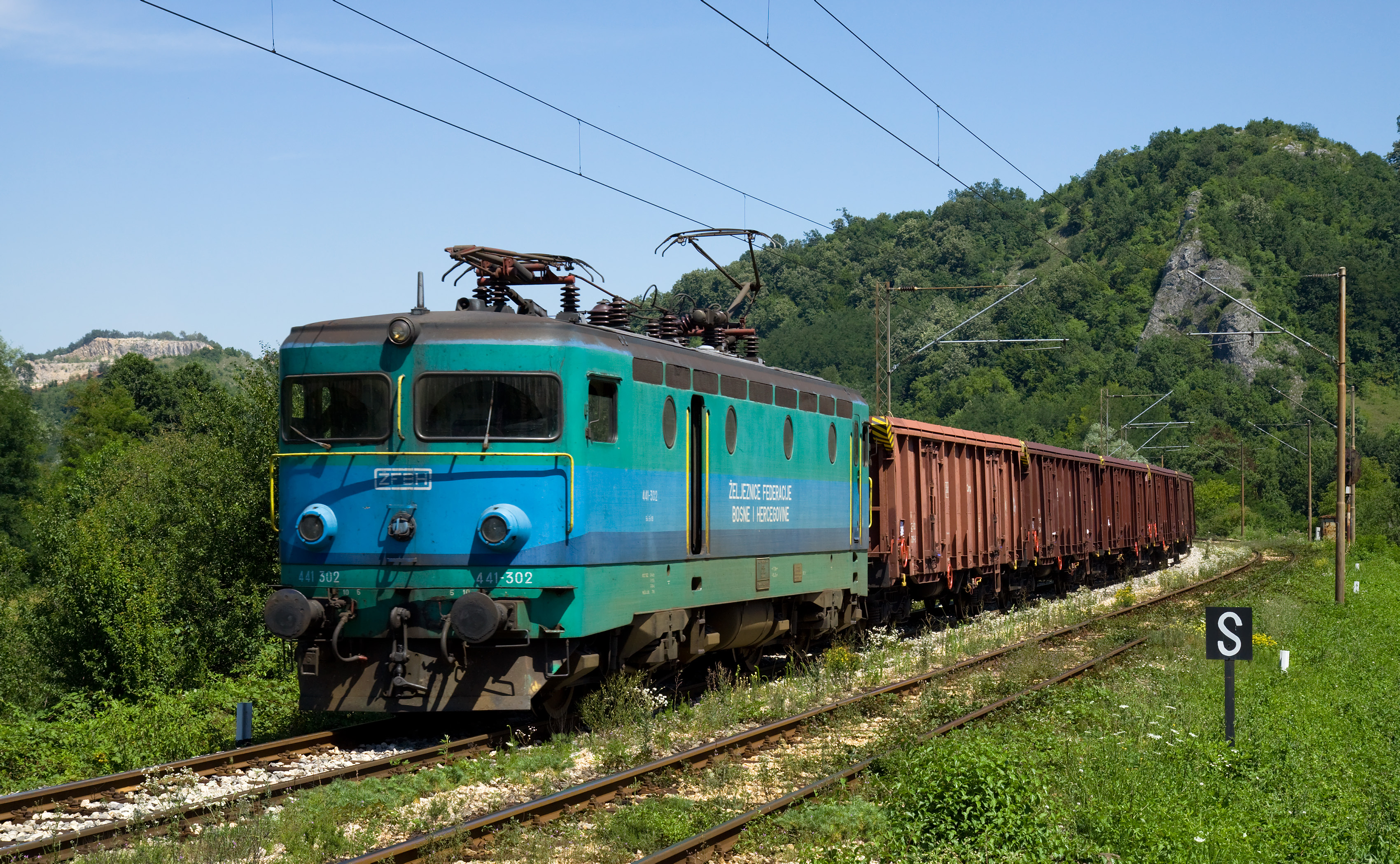
Tren de mercancías de la clase 441 entre Doboj y Maglaj.

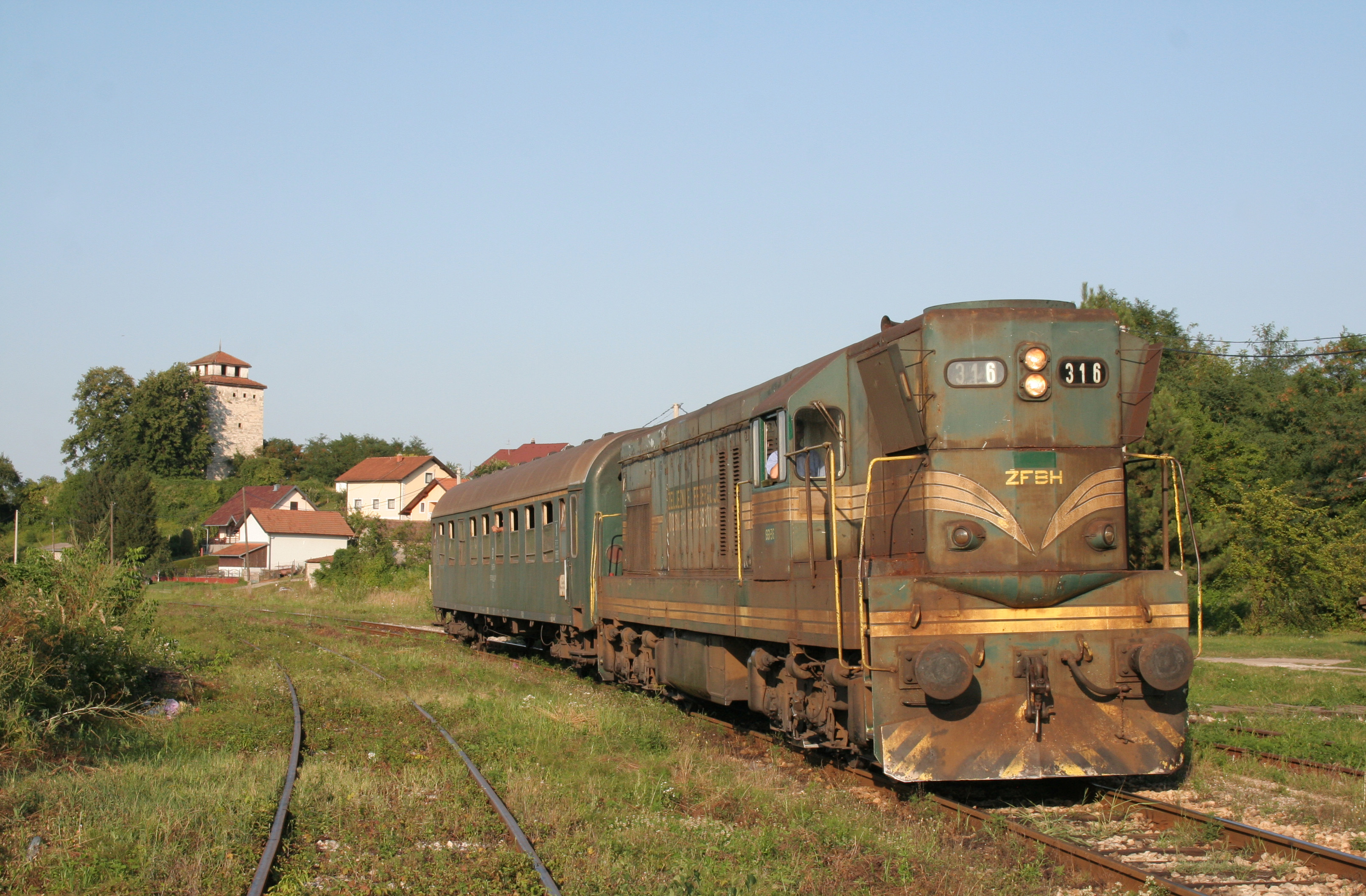
Tren de cercanías de ŽFBH entre Brčko y Tuzla.

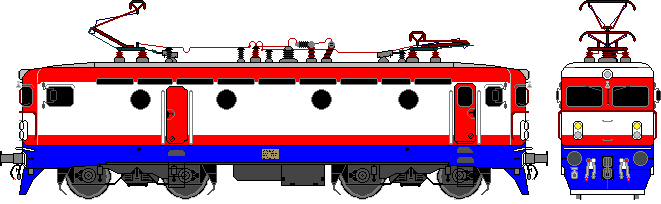
Boceto de la locomotora de la serie ŽFBIH 441 con librea genérica y sin señales.

Las operaciones ferroviarias en Bosnia y Herzegovina son las sucesoras de los Ferrocarriles Yugoslavos dentro de las fronteras del país tras la independencia de Yugoslavia en marzo de 1992.

## Visión general
Las dos empresas que prestan servicios (en sus respectivas divisiones tras los Acuerdos de Dayton) son:
- Željeznice Republike Srpske (ŽRS), que opera en la República Srpska.
- Željeznice Federacije Bosne i Hercegovine (ŽFBH), que opera en la Federación de Bosnia y Herzegovina.

Los ferrocarriles de la Federación de Bosnia y Herzegovina y los de la República Srpska son miembros de la Unión Internacional de Ferrocarriles (UIC) desde 1992 y 1998, respectivamente. Se les asignó un código de país UIC distinto, el 44 para la República Srpska y el 50 para la Federación de Bosnia y Herzegovina. El nuevo código para Bosnia y Herzegovina es el 49.